# Маркос, Жозе Мария
Жозе Мария Маркос (порт.-браз. José Maria Marcos; род. 12 июня 1970, Сан-Паулу), известный как Маркос — бразильский футболист.

## Карьера
В 1997 году перебрался в российский клуб «КАМАЗ-Чаллы», за который в высшем дивизионе дебютировал 20 сентября того же года в выездном матче 28-го тура против самарских «Крыльев Советов», выйдя на 81-й минуте встречи на замену Михаилу Джишкариани. Также выходил на замену в гостевом матче 1/16 финала Кубка России против «Нефтехимика»: на 74-й минуте вошёл в игру вместо Владимира Заярного. Провёл 6 матчей за «КАМАЗ-Чаллы-Д» в третьей лиге. В 2001 году выступал за «Сеару», проведя 3 матча в Кубке Бразилии.